# Evson Patrício
Evson Patrício (nacido el 9 de diciembre de 1990) es un futbolista brasileño que se desempeña como defensa.
Jugó para clubes como el Vitória, Fluminense, Corinthians Alagoano, CSA, Paulista, Gamba Osaka, Kamatamare Sanuki y Al-Faisaly.

## Trayectoria

### Clubes
| Club                 | País           | Año         |
| -------------------- | -------------- | ----------- |
| Vitória              | Brasil         | 2010 - 2011 |
| Fluminense           | Brasil         | 2012        |
| Corinthians Alagoano | Brasil         | 2013        |
| CSA                  | Brasil         | 2013        |
| Paulista             | Brasil         | 2013        |
| Gamba Osaka          | Japón          | 2014        |
| Kamatamare Sanuki    | Japón          | 2014 - 2017 |
| Al-Faisaly           | Arabia Saudita | 2018        |